# Arisaka Nariakira
Arisaka Nariakira (有坂 成章, 5 de abril de 1852 – 12 de janeiro de 1915) foi um tenente-general do Exército Imperial Japonês, bem como o inventor do Rifle Arisaka.

## Biografia
Arisaka nasceu em Iwakuni, Província de Suo (atual parte da Prefeitura de Yamaguchi) como o quarto filho de um retentor samurai do Domínio de Chōshū. Aos 11 anos foi adotado pelo designer de armas Arisaka Nagayoshi, de quem ele tirou o nome de família. Após a Restauração Meiji, ele se alistou no inexperiente Exército Imperial Japonês. Em 1891, ele chamou a atenção do General Murata Tsuneyoshi, designer do Rifle Murata, o rifle padrão do Exército Japonês, e foi-lhe apontada uma posição no Arsenal de Tóquio. 
Em 1897, Arisaka completou os trabalhos o do Rifle Tipo 30, um aperfeiçoamento do Rifle Murata, que foi adotado como arma padrão do Exército Japonês na época da Levante dos Boxers. Em 1898, ele também completou o design do Canhão Tipo 31, e seu nome se tornou conhecido no mundo bélico. Entretanto, seus primeiros produtos não foram bem recebidos pelas tropas combatentes.